# Collegio plurinominale Sicilia 1 - 02 (2017)
Il collegio elettorale plurinominale Sicilia 1 - 02 è stato un collegio elettorale plurinominale della Repubblica Italiana per l'elezione della Camera tra il 2017 ed il 2022.

## Territorio
Come previsto dalla legge elettorale italiana del 2017, il collegio era stato definito tramite decreto legislativo all'interno della circoscrizione Sicilia 1.
Il collegio comprendeva la zona definita dai tre collegi uninominali Sicilia 1 - 05 (Bagheria), Sicilia 1 - 06 (Monreale) e Sicilia 1 - 08 (Marsala).

## Dati elettorali

### XVIII legislatura
Come previsto dalla legge elettorale, 386 deputati erano eletti in 63 collegi plurinominali con ripartizione proporzionale a livello nazionale tra le coalizioni e le singole liste che avessero superato la soglia di sbarramento stabilita.
Nel collegio venivano eletti 8 deputati.
| Liste          | Liste                                | Proporzionale | Proporzionale | Proporzionale | Maggioritario | Maggioritario | Maggioritario |  |
| Liste          | Liste                                | Voti          | %             | Seggi         | Voti          | %             | Seggi         |  |
| -------------- | ------------------------------------ | ------------- | ------------- | ------------- | ------------- | ------------- | ------------- |  |
|                | Movimento 5 Stelle                   | 203 042       | 47,42         | 3             | 203 042       | 47,42         | 3             |  |
|                | Forza Italia                         | 97 816        | 22,85         | 1             | 151 621       | 35,41         | –             |  |
|                | Lega                                 | 21 512        | 5,02          | –             | 151 621       | 35,41         | –             |  |
|                | Fratelli d'Italia                    | 16 155        | 3,77          | –             | 151 621       | 35,41         | –             |  |
|                | Noi con l'Italia – UDC               | 16 138        | 3,77          | –             | 151 621       | 35,41         | –             |  |
|                | Partito Democratico                  | 42 844        | 10,01         | 1             | 49 726        | 11,61         | –             |  |
|                | +Europa                              | 4 154         | 0,97          | –             | 49 726        | 11,61         | –             |  |
|                | Italia Europa Insieme                | 1 872         | 0,44          | –             | 49 726        | 11,61         | –             |  |
|                | Civica Popolare                      | 856           | 0,20          | –             | 49 726        | 11,61         | –             |  |
|                | Liberi e Uguali                      | 11 012        | 2,57          | –             | 11 012        | 2,57          | –             |  |
|                | Il Popolo della Famiglia             | 5 720         | 1,34          | –             | 5 720         | 1,34          | –             |  |
|                | Potere al Popolo!                    | 2 299         | 0,54          | –             | 2 299         | 0,54          | –             |  |
|                | Italia agli Italiani (FN - MSFT)     | 1 923         | 0,45          | –             | 1 923         | 0,45          | –             |  |
|                | CasaPound                            | 1 599         | 0,37          | –             | 1 599         | 0,37          | –             |  |
|                | Partito Comunista                    | 1 040         | 0,24          | –             | 1 040         | 0,24          | –             |  |
|                | Lista del Popolo per la Costituzione | 179           | 0,04          | –             | 179           | 0,04          | –             |  |
| Totale         | Totale                               | 428 161       | 100           | 5             | 428 161       | 100           | 3             |  |
|                |                                      |               |               |               |               |               |               |  |
| Schede bianche | Schede bianche                       | 5 210         | 1,17          |               |               |               |               |  |
| Schede nulle   | Schede nulle                         | 12 651        | 2,84          |               |               |               |               |  |
| Votanti        | Votanti                              | 446 022       | 62,80         |               |               |               |               |  |
| Elettori       | Elettori                             | 710 248       |               |               |               |               |               |  |

## Eletti

### Eletti nei collegi uninominali
| Collegio uninominale | Eletto | Eletto             | Partito |
| -------------------- | ------ | ------------------ | ------- |
| 5. Bagheria          |        | Vittoria Casa      | M5S     |
| 6. Monreale          |        | Giuseppe Chiazzese | M5S     |
| 8. Marsala           |        | Piera Aiello       | M5S     |

1. ↑  In data 21.06.2022 aderisce al gruppo Insieme per il futuro.
2. ↑  In data 02.09.2020 aderisce al gruppo misto, non iscritti; in data 28.01.2021 alla componente «Centro Democratico»; in data 30.06.2021 torna nei non iscritti.

### Eletti nella quota proporzionale
| Movimento 5 Stelle                               | Forza Italia       | Partito Democratico |
| ------------------------------------------------ | ------------------ | ------------------- |
|                                                  |                    |                     |
| Antonio Lombardo Caterina Licatini Davide Aiello | Matilde Siracusano | Carmelo Miceli      |

1. ↑  In data 10.12.2020 aderisce al gruppo misto, non iscritti; in data 13.01.2021 alla componente «Centro Democratico-Italiani in Europa»; in data 10.03.2021 alla componente «Facciamo Eco-Federazione dei Verdi»; in data 29.07.2021 torna nei non iscritti; in data 01.08.2021 aderisce alla componente «MAIE-PSI-Facciamoeco»; in data 24.02.2022 torna nei non iscritti; in data 01.03.2022 aderisce al gruppo Coraggio Italia; in data 21.06.2022 al gruppo Insieme per il futuro.
2. ↑  In data 21.06.2022 aderisce al gruppo Insieme per il futuro.